# Dobrovlje (Hochebene)
Koordinaten: 46° 16′ N, 14° 57′ O
Dobrovlje, auch Dobrovelje-Hochebene genannt (slowenisch: Dobroveljska planota), ist eine Karst-Hochebene in Slowenien am Fuße der Steiner Alpen zwischen dem oberen und dem unteren Savinja-Tal, zwischen 650 und 1077 Metern über dem Meeresspiegel.

## Geographische Lage
Am Lipa-Pass (723 m über dem Meeresspiegel) setzt sich die Menina-Hochebene nach Osten in die deutlich niedrigere und ausgedehnte Dobrovlje-Hochebene fort, die sich fächerförmig über die Becken von Mozirje und Celje erhebt.
Die Dobrovlje ist der Menina ziemlich ähnlich, sowohl hinsichtlich ihrer Gesteine (Kalkstein und Dolomit) als auch hinsichtlich der Bewaldung.
Aufgrund der geringen Höhenlage sind die Hänge kurz, steil, stark bewaldet, dünn besiedelt und fallen direkt ins Tiefland ab.
Die Oberseite des Plateaus ist aufgrund der durchlässigen Karstkalke stark erodiert; es gibt zahlreiche Dolinen, Trockentäler und Karsthöhlen mit Tropfsteinformationen.  
Im zentralen Bereich des Dobrovelje-Plateaus liget auf etwa 900 bis 1000 m der Weiler Čreta in der Gemeinde Vransko.
Das Plateau zeichnet sich durch eine große Erhaltung des Natur- und Kulturerbes aus, das zahlreiche Möglichkeiten für die natürliche Entwicklung verschiedener Aktivitäten bietet. Als Teil des kulturellen Erbes sind viele Kirchen sehr gut erhalten geblieben (St. Jošt, St. Gervasius und Protasius, St. Katarina na Čreta, Muttergottes-Kirche Čreta, St. Urban).
Es gibt viele gut markierte Straßen, die zum Plateau führen, sowie markierte Bergwege, hauptsächlich von Mozirje, Nazarje, Šmartno ob Dreti und Kokarje.

## Gipfel
Brezovec (857 m. ü. M.), Grmada na Dobrovlju (898 m. ü. M.), Zahojnikov vrh (990 m. ü. M.), Čreta (1000 m. ü. M.), Belica (1066 m. ü. M.), Tolsti vrh und Šentjoški vrh (1077 m).

## Geschichte
Dobrovlje war bereits im Mittelalter besiedelt. Auf der Hochebene dominieren vereinzelte Bauernhöfe (Planinc, Ptica, Zakrajšek und andere), die erst seit Kurzem durch Straßen mit dem Tal verbunden sind. Erst nach dem Zweiten Weltkrieg erhielten die Gehöfte Strom.